# فكتور بيتروف
فيكتور بلاتونوفيتش بيتروف (بالأوكرانية: Віктор Платонович Петров)‏، ويُعرف بالاسم القلمي فيكتور دومونتوفيتش (بالأوكرانية: В. Домонтович)‏، وفيكتور بير (بالأوكرانية: Віктор Бер)‏ (10 أكتوبر 1894 - 8 يونيو 1969) هو كاتب وجودي أوكراني بارز. يعتبر بيتروف -رفقة فاليريان بيدموهيلني- مؤسس الرواية الفكرية الأوكرانية. على الرغم من أن بيتروف يُذكر اليوم بوصفه كاتبا، إلا أنه كان خلال حياته كان يشتغل في المجال العلمي في المقام الأول. كتب مقالات في علم الآثار والأنثروبولوجيا والتاريخ والفلسفة والأدب.

## مسيرته
ولد فيكتور بيتروف في 10 أكتوبر 1894 في يكاترينوسلاف (دنبرو اليوم). في عام 1918 تخرج من الكلية التاريخية-اللغوية في جامعة كييف. عمل لاحقًا في اللجنة الإثنوغرافية التابعة لأكاديمية العلوم الأوكرانية. في عام 1930 حصل على الدكتوراه عن دراسة بعنوان (بانتيليمون كوليش في الخمسينيات. حياة. إيديولوجيا. فن). خلال الحرب العالمية الثانية كان في الأراضي التي احتلها الألمان حيث عمل في العديد من المجلات والصحف الأوكرانية.
بعد الحرب العالمية الثانية، بقي بيتروف مُهاجرا في ألمانيا، حيث عمل أستاذاً في الجامعة الأوكرانية الحرة في ميونيخ. كان أيضًا أحد الأعضاء المؤسسين لحركة الفنانين الأوكرانيين، وهي منظمة أدبية للشتات الفكري الأوكراني. في وقت لاحق اختفى بيتروف من ألمانيا في ظروف غير معروفة. اكتشف لاحقًا (بسبب الإشارة إليه في كتاب الاستقصاء لألكسندر مونغيت [الإنجليزية]) أنه عاد إلى الاتحاد السوفيتي وواصل العمل في معهد علم الآثار في كييف. توفي بتروف عام 1969 ودفن في كييف.

## أعماله

### الروايات
- بدون مؤسسة (Без ґрунту) (1942–1943)[1]
- الفتاة مع دمية دب (بالأوكرانية: Дівчина з ведмедиком)‏ (1928)
- دكتور سيرافيكوس ((بالأوكرانية: Доктор Серафікус)‏[2] (1928-1929، نُشرت عام 1947)
- ألينا وكوستوماروف (بالأوكرانية: Аліна й Костомаров)‏ (1929)
- رومانسيات كوليش (بالأوكرانية: Романи Куліша)‏ (1930)

### المنشورات العلمية
- أصل الأمة الأوكرانية
- السكيثيين- اللغة والعرق
- تكوين عرقي السلاف
- [تنمية الشعب الأوكراني]
- نشطاء ثقافيون أوكرانيون - ضحايا القمع

## روابط خارجية
- فيكتور بيتروف في موسوعة أوكرانيا
- Andreyev V. "Epoch theory" by Viktor Petrov: frustrated revolution of the Ukrainian historiography // Scriptorium nostrum. - 2015. - No. 1-2. - С. 7-34